# 小菅孝一郎
小菅 孝一郎（こすげ こういちろう、1915年9月24日 - ？）は日本の実業家。伊勢丹元常務取締役、同社監査役、同社相談役。株式会社東京カナダドライ元社長。

## 経歴
東京出身。1936年高千穂高等商業学校（現高千穂大学）卒業。
松屋勤務の後、1940年伊勢丹に入社し総務部企画課、庶務課等の各課勤務。営業部用達課長、企画営業部第二各部次長を経て、1957年3月販売部長となり同年6月取締役に就任する。
1961年伊勢丹常務取締役、1979年伊勢丹監査役、1989年伊勢丹相談役に就任した。　

## 家族
- 父：八木千代市（小菅千代市）- 伊勢丹元会長
- 母：小菅愛子（小菅丹治 - 伊勢屋丹治呉服店創業者の二女）